# Cartonista
Un cartonista (in inglese cartoonist) è un artista specializzato nel disegno di cartoni animati. Il termine è anche usato per le persone che creano fumetti, strisce di fumetti e per coloro che lavorano nel campo dell'animazione. Gli artisti, i cui lavori hanno uno stile "cartoony" (da cartone animato o fumetto), sono anche chiamati cartonisti.

## Definizione
Un cartonista tradizionalmente comincia con uno schizzo del disegno fatto a matita, prima di passarlo con inchiostro nero, usando o pennelli o penne. I cartonisti il cui lavoro è usato in pubblicazioni sul web usano programmi digitali.
Grandi editori di fumetti (come Marvel o DC) usano gruppi di cartoonist per produrre i lavori (solitamente con un gruppo che lavora sulle matite, uno per gli inchiostri, ed un altro per il colore aggiunto digitalmente). Quando si preferisce un certo tipo di stile tra i cartonisti (come per Archie Comics), un modello del carattere viene usato come riferimento.
Case di animazione tradizionali usano cartonisti specializzati, chiamati animatori che, mediante un processo di interpolazione si occupano di disegnare tutte le tavole che connettono i movimenti dei personaggi.